# Anna Krystyna Cendrier
Anna Krystyna Cendrier (ur. 18 października 1940 w Warszawie, zm. 28 sierpnia 2012 w Paryżu) – architekt.

## Życiorys
Córka Jolanty i Wandalina Kazimierza z książąt Massalskich, siostra Moniki Massalskiej-Dobrowolskiej. Absolwentka liceum im. Marii Skłodowskiej-Curie, maturę zdała w 1958. W 1964 uzyskała dyplom na Wydziale Architektury Politechniki Warszawskiej u prof. Jerzego Hryniewieckiego.
Wyszła za mąż za Marca Cendriera i zamieszkała we Francji. Jej praca obejmowała mieszkalnictwo, obiekty handlowo-rozrywkowe (Disneyland we Francji), dekorację wnętrz (posiadłość książęca w Rijadzie w Arabii Saudyjskiej). 
Była członkiem Zrzeszenia Architektów, oraz Stowarzyszenia Architektów Polskich we Francji.
Zmarła w Paryżu, pochowana została w grobie rodzinny męża w Romorantin w regionie Solonia.